# 东益山站
東益山站（：／ Dongiksan yeok */?）是慶全線沿線的一座鐵路車站，位於韓國全羅北道益山市銅山洞。

## 历史
- 1914年11月17日 - 落成使用，名称为東裡里站。
- 1995年9月1日 - 改为现在名称。
- 2009年7月1日 - 停止办理客运业务。

## 相鄰車站
韓國鐵道公社
全羅線
益山－東益山－參禮